# Lebakasih
Lebakasih is een bestuurslaag in het regentschap Lebak van de provincie Banten, Indonesië. Lebakasih telt 1946 inwoners (volkstelling 2010).